# میشن (اورگن)
میشن (به انگلیسی: Mission) یک منطقهٔ مسکونی در ایالات متحده آمریکا است که در شهرستان اوماتیلا، اورگن واقع شده‌است. میشن ۱۹٫۸ کیلومتر مربع مساحت و ۱٬۰۱۹ نفر جمعیت دارد و ۳۷۱ متر بالاتر از سطح دریا واقع شده‌است.